# City of Mandurah
City of Mandurah is een lokaal bestuursgebied (LGA) in de regio Peel in West-Australië.

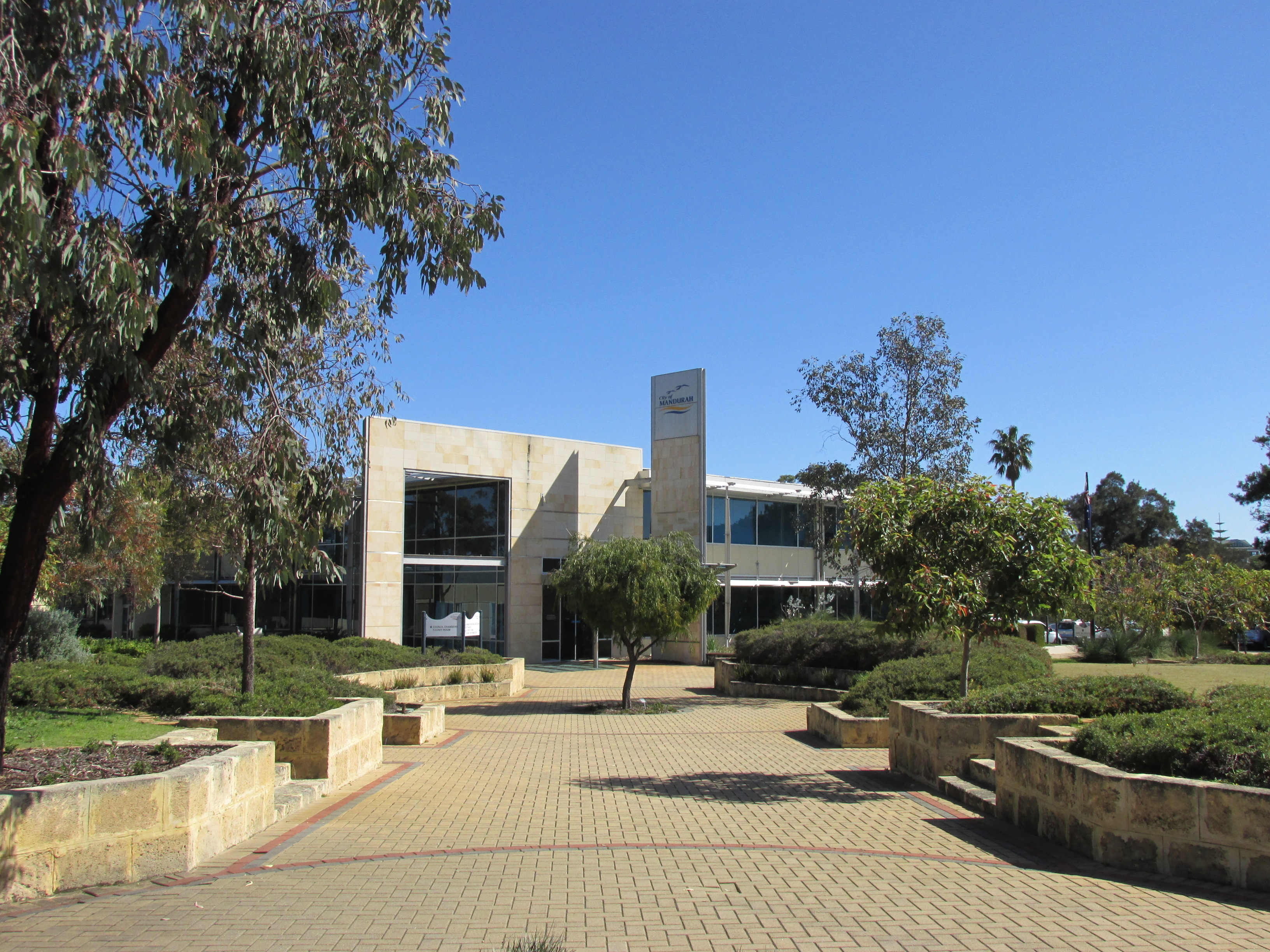
Districtskantoren in 2016

## Geschiedenis
Het gebied dat nu de 'City of Mandurah' vormt maakte tot 1949 deel uit van het in 1887 opgerichte 'Murray Road District'.
Op 10 juni 1949 werd het 'Mandurah Road District' opgericht. Ten gevolge de 'Local Government Act' van 1960 veranderde het district van naam en werd op 23 juni 1961 de 'Shire of Mandurah'.
'Shire of Mandurah' werd op 1 juni 1987 de 'Town of Mandurah' en op 14 april 1990 de 'City of Mandurah'.

## Beschrijving
'City of Mandurah' is een lokaal bestuursgebied in de regio Peel en ligt 70 kilometer ten zuiden van de West-Australische hoofdstad Perth. Het waterrijke district heeft een oppervlakte van 173,5 vierkante kilometer en ligt tussen de Indische Oceaan en de jarrahbossen en landbouwgebieden van de Darling Range. 'City of Mandurah' kent een mediterraan klimaat.
Tijdens de volkstelling van 2021 telde City of Mandurah 90.306 inwoners. De hoofdplaats is Mandurah.

## Plaatsen, dorpen en lokaliteiten
| - Bouvard - Clifton - Coodanup - Dawesville - Dudley Park - Erskine - Falcon - Greenfields - Halls Head | - Herron - Lakelands - Madora Bay - Mandurah - Meadow Springs - Parklands - San Remo - Silver Sands - Wannanup |

## Bevolking
| Jaar | Bevolkingsaantal |
| ---- | ---------------- |
| 1954 | 1.687            |
| 1961 | 2.236            |
| 1966 | 3.008            |
| 1971 | 5.965            |
| 1976 | 8.296            |
| 1981 | 12.720           |
| 1986 | 18.872           |
| 1991 | 26.779           |
| 1996 | 37.815           |
| 2001 | 44.883           |
| 2006 | 55.814           |
| 2011 | 69.903           |
| 2016 | 80.813           |
| 2021 | 90.306           |